# Digitales Malen

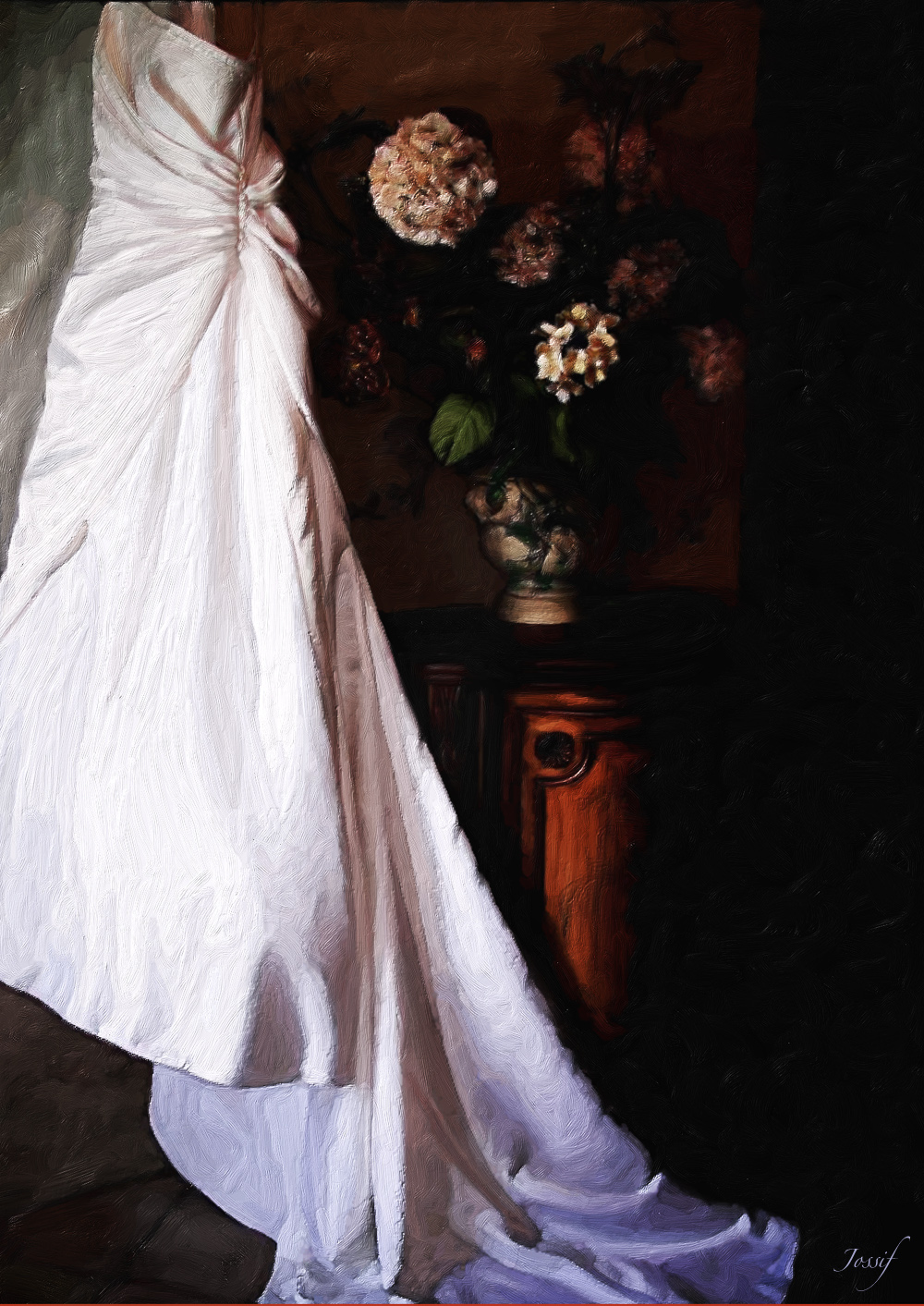
Ein durch digitales Malen erzeugtes Bild

Digitales Malen (engl.: Digital Painting), oder digitales Zeichnen, bezeichnet die Erstellung von Bildern am Computer mit Hilfe von Grafiksoftware und Eingabegeräten. Dabei kann die Anmutung traditioneller Maltechniken, wie beispielsweise Aquarell, Ölmalerei oder Impasto imitiert werden.

## Geschichte
Einen ersten Höhepunkt hatte das digitale Malen in der so genannten „Paintbox-Ära“, als ab Mitte der 1980er Jahre leistungsfähige und bezahlbare Computer wie auch Malprogramme erstmals für jedermann zur Verfügung standen und vor allem junge Leute die neuen Möglichkeiten digitaler Bilderstellung erkundeten. In dieser Zeit wurde die Behauptung aufgestellt, mit dem digitalen Malen würde eine neue Kunstrichtung entstehen. Heute ist digitales Malen eine von vielen Möglichkeiten, Bilder auf digitalem Weg zu erschaffen. Gute Bildbearbeitungsprogramme und spezielle Mal- und Zeichenprogramme gibt es in großer Auswahl. Der Begriff digitales Malen ist heute vor allem in der kommerziellen Illustration, im Grafikdesign sowie in der Populärkunst geläufig.

### Illustration

Beispiel für eine digitale Illustration

Verbreitet ist das digitale Malen unter Illustratoren und Gestaltern z. B. von Bildwelten der Computerspiele und  gemalter Szenerien für Kinofilme. Hier werden die schnelle Arbeitsweise, die Korrigierbarkeit jedes Arbeitsschrittes und die Kopierbarkeit der Bilder geschätzt. Die Bearbeitung digitaler Dateien ermöglicht die direkte Erstellung druckfähiger Versionen der grafischen Arbeit. Ein wichtiger Vertreter dieses Genre ist der Amerikaner Craig Mullins, der 1994 als einer der ersten Grafikdesigner eine kommerzielle Produktion ausschließlich digital erstellt hat.

### Kunst
Digitales Malen ist ebenso wie die traditionellen Mal- und Zeichenverfahren eine Technik, die erst im künstlerischen Prozess zu einem Mittel der Produktion von Kunst wird. Die Möglichkeiten des digitalen Malens werden heute neben anderen Bildbearbeitungsmethoden von vielen Künstlern verwendet. Der Begriff des „digitalen Malens“ taucht dabei im Kunstmarkt nicht auf, stattdessen sind Angaben zur Technik des Ausgabemediums gebräuchlich, darunter Digitalprint, Giclée Print, Pigment Print oder C-print digital.
Künstlerisch geht es bei der Arbeit mit den Mal- und Zeichenprogrammen weniger um eine Imitation traditioneller Maltechniken, als um die Nutzung der speziellen Möglichkeiten dieser Programme. So hat etwa Julian Opie in seinen reduzierten Personendarstellungen das Moment der Bewegung eingeführt, das sich auf Flachbildschirmen als Animation darstellen lässt. Das Künstlerduo Bittermann & Duka setzt ab circa 2002 am Computer hergestellte Malerei als Teil eines größeren künstlerischen Konzeptes ein. Einige Arbeiten sind unmittelbar auf der Website eines ihrer künstlerischen Projekte zu sehen, andere sind nur ein Schritt hin zu einer auch plastisch umgesetzten Materialisation z. B. im Gartenprojekt Hentzelpark in Rolandswerth. Mit den Mitteln digitaler Bildproduktion arbeiten heute zudem die Mehrzahl der ursprünglich fotografisch arbeitenden Künstler. Ein prominentes Beispiel ist die Serie „Nudes“ des Fotografen Thomas Ruff, in der Ruff Bildvorlagen aus dem Internet (Pornobilder) mit einer Reihe bekannter Mal- und Fotofilter so bearbeitet hat, dass die (großformatigen) digitalen Fotoprints dieser Serie schließlich der Malerei Gerhard Richters aus den 1960er Jahren ähneln (Verwischungen).

### Populärkunst
Waren bis in die 1980er Jahre Malvorlagen, z. B. Malen nach Zahlen, unter künstlerischen Laien ein beliebter Einstieg in eine bildnerische Gestaltung, so wird diese Zielgruppe heute von Softwareherstellern wie Corel mit Slogans wie „Aus Fotos werden Gemälde“ umworben. Computer gehören inzwischen zur Grundausstattung eines Haushalts und entsprechend gibt es für die Mal- und Zeichenprogramme inzwischen einen großen Absatzmarkt. Neben den gerade für den Laien wichtigen technischen Vorteilen des digitalen Gestaltungsprozesses (s. u.) ist für viele Anwender die direkte Veröffentlichungsmöglichkeit der digitalen Dateien über das Internet ein wichtiger Aspekt. Während für den ambitionierten Laien früher eine öffentliche Präsentation seiner Malergebnisse ein großes Problem darstellte, stehen insbesondere für den Anwender der digitalen Maltechniken heute eine Vielzahl von Websites bereit, die meist gegen Bezahlung die digitalen Malereien über das Internet veröffentlichen. Ein zweiter Weg, der zunehmend an Bedeutung gewinnt, ist die Veröffentlichung einer eigenen Website. Eine Sichtung dieser Sites, die meist ein „art“ oder „Kunst“ als Namensbestandteil führen, zeigt dabei in diesem neu entstehenden Sektor der Populärkunst erkennbare stilistische Schwerpunkte. Besonders beliebt sind in diesem Sektor der digitalen Malerei dem Impressionismus und dem Surrealismus nachempfundene Bilder sowie jede Art von Fantasykunst.

## Malprogramme
Software für digitales Malen gibt es sowohl in Form spezieller Malprogramme wie auch als integraler Bestandteil von Bildbearbeitungs-Programmen (für eine Liste von Grafikprogrammen siehe dort).

### Grundlegende Funktionen
Innerhalb der Programme lassen sich zwei grundlegende Anwendungsmöglichkeiten unterscheiden. 
In den Mal- und Bildbearbeitungsprogrammen werden Werkzeuge zum Zeichnen/Malen von Details oder zum kompletten Aufbau eines Bildes benutzt, deren Werkzeugspitzen („Malpinsel“ und „Zeichenstift“ und andere) in Technik (z. B. „Aquarell“ oder „Ölmalerei“) und Stärke in einer großen Bandbreite variiert werden können. Teilweise werden diese Werkzeuge in einer Ausstattungsform angeboten, die den Hilfsmitteln eines traditionellen Malers nachgeahmt sind: eine „Leinwand“, Zeichenwerkzeuge, Mischpaletten und eine Vielzahl von Farboptionen. 
Da die Arbeit an einer Vorlage grundsätzlich in übereinander gelagerten Ebenen erfolgen sollte, können Veränderungen immer wieder radiert, gelöscht oder verändert werden. Über das Kopieren eines Bildes können Variationen effektiv angefertigt werden.
Daneben können mit Mal-Filtern ganze Bildvorlagen (z. B. Fotos) komplett in einem Arbeitsgang in eine Grafik, die z. B. eine traditionelle Maltechnik imitiert, umgewandelt werden. Hierbei gibt es jeweils eine Reihe von Variationsmöglichkeiten, wie stark und in welchem Duktus die Effekte angewendet werden sollen. 
Beide Wege, die Arbeit mit Werkzeugspitzen und diejenige mit Filtern, werden technisch als Rastergrafiken umgesetzt. Dies hat zur Folge, dass einmal gewählte Bildgrößen nicht beliebig vergrößert werden können, ohne die Bildqualität durch das Entstehen von Pixeltreppen oder unscharfen Kanten zu mindern. Dementgegen stehen Vektorgrafikprogramme, die das Erstellen verlustfrei skalierbarer Grafiken erlauben. Genauere Informationen hierzu finden sich im Artikel Grafiksoftware.

### Spezielle Eingabegeräte
Das Digitale Malen kann mit Hilfe der Maus oder aber spezielle Eingabegeräte durchgeführt werden. Für genaues Arbeiten ist ein Tablett empfehlenswert, das mit einer Sensoroberfläche genau auf darauf ausgeführten Stiftbewegungen und den ausgeübten Druck reagiert und diese Informationen an das Programm weiterleitet. Dadurch sind fließende Striche und auch feine verlaufende Lasuren möglich. Eine weitere Möglichkeit ist die Verwendung von Tablet PCs. Diese verfügen über ein Grafiktablett, welches direkt im Display der Rechner integriert ist und erlauben somit ein direktes Malen/Zeichnen auf der Zeichenoberfläche der Grafikprogramme.
Penabled Display – sogenannte „Stift-Displays“ ermöglichen dem Anwender direkt auf dem Monitor zu malen. Diese Geräteart lässt sich sowohl an Mac- als auch PC-Systemen anschließen. Unterschiedliche Stifte simulieren z. B. Airbrushgerät, Marker, Bleistift und Filzer.

## Materielle Umsetzung
Die digitalen Bilddateien können als Fotoprint wie auch als Inkjetprint auf einer großen Bandbreite von Materialien, darunter auch Leinwand, ausgegeben werden. Die genaue Materialisation ist dabei von einer großen Zahl von Faktoren (u. a. Farbprofil) abhängig, so dass erst im Prozess dieser Ausgabe, ähnlich wie im Offsetdruck, die exakte Wirkung bestimmt wird. Für eine Publikation über das Internet sind die digitalen Bilddateien direkt verwendbar.